# 斯特万·霍瓦特
斯特万·霍瓦特（1932年10月7日—2018年5月28日），塞尔维亚男子摔跤运动员。他曾代表南斯拉夫参加1960年、1964年和1968年夏季奥林匹克运动会摔跤比赛，其中1968年奥运会获得一枚银牌。